# 村上隆行
村上 隆行（むらかみ たかゆき、1965年8月26日 - ）は、福岡県大牟田市出身の元プロ野球選手（内野手・外野手、右投右打）、プロ野球コーチ。現在は福岡ソフトバンクホークスの打撃コーチを務める。
トゥルーマサ所属。現役時代後半の登録名は村上 嵩幸（読み同じ）。

## 経歴

### プロ入り前
大牟田市で鮮魚商の家庭の長男として生まれ、弟と妹が一人ずついる。歴木中学校で本格的に野球を始め、同じ大牟田市出身の原辰徳に憧れて三塁手を務めた。中学3年生の時には巨人の宮崎キャンプを見学し、原から声をかけられたという。大牟田高校では1年生の間は一塁手、2年生からは投手を任された。高校時代の同級生に中島浩二がいた。
高校では練習試合で3階建ての校舎を越える本塁打を放つなど、強打でNPBのスカウトから注目されている。3年夏の福岡大会では勝負を避けられることも多く、準々決勝で敗退。なお、同学年の藤王康晴の高校通算49本塁打を超える同52本を記録していたが、藤王への注目に対する反発から通算46本塁打と過少申告をしていたという。長打力のある高校生としては隣の佐賀県の岸川勝也も定評があったが、担当スカウトだった佐々木恭介が村上の獲得を強く主張し、1983年度ドラフト会議で近鉄バファローズから3位指名を受けて入団。

### プロ野球選手時代
1984年に遊撃手へとコンバートされ、二軍打撃コーチに就任した佐々木からマンツーマン指導を受け、猛練習を重ねた。一軍初出場となった9月29日の日本ハムファイターズ戦では猛打賞を記録している。
1985年に中西太が打撃コーチに就任すると打撃の才能が開花し、同年は失策が多かったものの打撃でアピールし、遊撃手のレギュラーの座を獲得した。シーズン通算で打率.274、16本塁打を挙げ、新人王の候補に推されたが、打率.295、14本塁打の熊野輝光に選考で敗れている。
1986年にはチーム3位の22本塁打を記録し、打線の軸となり、同年のファミスタでは3球団合同チームのレイルウェイズで「7番・遊撃手」となるなど、世間でも注目度が上がっていた。
1987年は3月18日の中日ドラゴンズとのオープン戦で帰塁の際に右足首を捻挫し、4月中旬からスタメンに復帰した。同年のオールスターゲーム第3戦で2打席連続本塁打を放ち、優秀選手賞を受賞している。シーズン後半は打撃不振で真喜志康永と併用されるようになり、代打を務めることも多かった。同年オフに就任した新監督の仰木彬は各選手に複数の守備位置を担当する事を要求し、高い遊撃の守備能力を持つ真喜志の存在もあり、失策の多かった村上は秋季キャンプから外野手にコンバートされている。
1988年は主に相手先発が左投手の時に中堅手として起用され、新井宏昌、鈴木貴久、ラルフ・ブライアントら層の厚い外野陣にあって出場試合数は4年ぶりに100試合を切ったが、長打率.513はチームの日本人選手の中でトップの値だった。同年の10.19では第1試合の8回表に同点タイムリーツーベースを放っている。
1989年から選手登録も外野手となり、同年はオープン戦でチーム最多の6本塁打を放つと金村義明の故障で三塁手として起用された。4月12日にハーマン・リベラが加入するとさらに一塁手に回って好調な打撃を維持していたが、5月16日のロッテオリオンズ戦で本塁突入時に袴田英利にタックルをした際、左鎖骨を骨折してしまい9月まで戦列を離れている。復帰後は金村の回復もあって中堅手へ戻り、同年の日本シリーズでは第6戦まで代打で4打数2安打の成績を残し、スタメンとなった第7戦では5回に香田勲男からソロ本塁打を放っている。オフに佐々木恭介の仲人でアン・ルイスのバックバンド「PINX」のコーラスメンバーだった中田ゆうこと結婚、これを機に妻は芸能活動を引退。
1990年はオープン戦で三塁手としても起用されていたが、レギュラーシーズンでは主に中堅手を務めている。5月26日の西武ライオンズ戦で岡田展和から死球を受けて鼻骨と右手親指を骨折し、5月31日に手術を受け、長期離脱した。7月に復帰し、規定打席には到達しなかったものの打率.327、10本塁打の成績を残している。
1991年は前年後半に引き続き長打力のある一番打者として期待されていたが、オープン戦終盤で右手のひらを骨折し、一軍復帰は5月11日となった。
1992年に登録名を村上嵩幸に変更し、引退まで使用した。同年は6年ぶりに規定打席に到達し、20本塁打を放ち、中堅手のレギュラーの座を奪取している。オフには1,600万円増の年俸5,200万円（推定）で契約を更改している。また、11月15日のパ・リーグオールスター東西対抗では金石昭人から3ランホームランを放ってMVPを受賞し、同年で退任した仰木彬監督の最終戦に花を添えた。
1993年には近鉄の選手会長に就任したが、打撃不振で中根仁との併用が続いた。同年は現状維持で契約を更改している。
1994年は中根が好調だったことなどから出場機会が減り、シーズン成績も打率.208、1本塁打と低迷した。この頃から成績は徐々に下降し、大村直之の台頭もあって出場も減っていった。
1995年にはFAの権利を取得し、故郷の福岡県にある福岡ダイエーホークスやセ・リーグへの移籍も考慮したが、佐々木恭介が監督に就任したため残留を決意している。
1996年は4月24日の試合前の練習で左足内転筋を痛め二軍での調整が続いたが、一軍に復帰するとベンチでムードメーカーとしてチームを支えた。
1997年頃から引退まで眼鏡を掛けてプレーし、代打や一塁手ないし三塁手の守備固め要員としての出番が中心となっていった。
2000年は一軍での出場がなく、10月17日に金銭トレードで右打者が不足していた西武ライオンズへ移籍が発表された。
2001年3月27日のオリックス・ブルーウェーブ戦では移籍後初のスタメンで起用されて3安打2打点を記録し、4月25日の対近鉄戦では湯舟敏郎から本塁打を放ち古巣への恩返しするなど存在感を発揮した。9月17日の大阪ドームでの近鉄戦が最後の出場となり、オフに自由契約となった。10月30日にナゴヤ球場で12球団合同トライアウトに参加し、強肩などをアピールしたが獲得する球団は現れず、同年で現役を引退した。

### 現役引退後
2002年から、スカイ・Aの野球解説者として活動。2004年と2005年には、朝日放送（当時）が制作するラジオ中継の野球解説者や、日刊スポーツの野球評論家を兼務していた。また、スポーツキャスターとして『おはよう朝日です』（朝日放送→朝日放送テレビ）に長らく出演。少年野球を指導した時期や、神戸市で居酒屋を営んでいた時期もある。
関西独立リーグで大阪ゴールドビリケーンズが新設された2009年から、『おはよう朝日です』のスポーツキャスターやJ SPORTS STADIUMでの解説と並行しながら、ゴールドビリケーンズの初代監督として現場に復帰。監督就任1年目で、チームを関西独立リーグでの総合優勝に導いた。チームは翌2010年からジャパン・フューチャーベースボールリーグへ加盟していたが、当時所属していた選手から8人が野球賭博に関わっていたことが6月25日に発覚したため、翌26日から『おはよう朝日です』などへの番組出演を自粛した（後に復帰）。なお、事件に関与した選手の退団によってチームの所属選手が減少したため、7月30日付で監督兼任扱いながら内野手として現役に復帰。実際に後期リーグ戦へ出場した。
大阪ゴールドビリケーンズは2010年シーズンで解散したが、2011年には「06BULLS」（ゼロロクブルズ）を設立したうえで、初代監督として関西独立リーグへ再び参戦。2012年からは2年連続で、チームを年間総合優勝に導いた（両年ともポストシーズンゲームで兵庫ブルーサンダーズに勝利）。チームが兵庫と共にBASEBALL FIRST LEAGUEへ移った2014年には、シーズン2位ながら兵庫（シーズン1位）とのチャンピオンシップに勝利したため、当時のリーグ規定に沿って兵庫と揃って「リーグ優勝チーム」の認定を受けている。ちなみに、2015年から2017年までは2位でレギュラーシーズンを終了。トーナメントステージ制度が導入された2016年には、同ステージでの1位通過を経てシーズン1位の兵庫と年間チャンピオンシップで対戦したが、ポストシーズンゲームで初めて兵庫に敗れた。2018年にはシーズンの終盤まで兵庫と2位の座を争ったが、最終戦に敗れてシーズン3位が確定したため、前年に続いてチャンピオンシップへの進出を逃した。

#### NPB球団のコーチとして
その一方で、中日OB（元・投手）の与田剛が2019年シーズンから一軍監督としてチームへ復帰することを受けて、2018年のシーズン中に与田からコーチへの就任を要請された。村上は中日を含めたセ・リーグ加盟球団でのプレーを経験しないまま独立リーグの指導者へ転じていたが、この要請を受諾したうえで、06BULLSの監督や『おはよう朝日です』のスポーツキャスターを相次いで退任。2019年には、中日の一軍打撃コーチとしてNPBへ19年振りに復帰した。
中日では2020年まで一軍で指導していたが、2021年に巡回打撃コーチへ異動した後に、与田の監督退任に伴ってシーズン終了後に退団。
2022年は、福岡ソフトバンクホークスの一軍打撃コーチを担当。2023年は二軍打撃コーチを務め、2024年からは再び一軍打撃コーチを務める。

## プレースタイル
NPBで3本のサヨナラホームランと2本の満塁ホームランを記録するなど、勝負強さと長打力には若い頃から定評があった。限界まで練習を積むことが試合で心の支えになると考え、若い頃は朝から早出特打を行なってチームの練習中にはマシン打撃、夕方と夜間にも練習し、さらに飲酒後に戻ってからも素振りをしていた。この猛練習で手のマメがつぶれた上に皮が固まらない状態が続き、テーピングをしても一度バットを握ると痛くて離せなくなるほどだったという。
プロ入り後に取り組んだ遊撃手の守備は細かい動きが多いため、それほど好きではなかったと述べている。一方で投手に声をかけることで自分のペースを作りやすく、内野守備自体は精神的に合っていた。50m走6秒0の俊足や、投手も務めた強肩には定評があった。1992年にはシーズン通算15盗塁を記録している。

## その他
鮮魚店の息子という共通点もあり、中村紀洋には兄弟のように接してルーキー時代からよく面倒を見ていた。後に元バレーボール選手の実妹・浩子と中村が結婚したため、村上は義兄となった。村上が近鉄を退団した後は中村が背番号を3から5に変えて受け継いでいる。また妻の実姉は1991年に野林大樹と結婚したものの2008年に離婚。中田廉は甥にあたる。
打撃についてはコーチだった中西太から深く影響を受け、中西から聞いた「何苦礎（なにくそ）。日々新たなり」という言葉をスパイクの内側や帽子のツバに書いていた。この言葉については相手に対して奮起する「何くそ」と「基礎を大事にして苦しみながら練習する」という意味があると解釈していたという。
中日ドラゴンズのコーチ就任前は競技ゴルフの選手としても活動していた。

## 詳細情報

### 年度別打撃成績
| 年 度      | 球 団      | 試 合 | 打 席 | 打 数 | 得 点 | 安 打 | 二 塁 打 | 三 塁 打 | 本 塁 打 | 塁 打 | 打 点 | 盗 塁 | 盗 塁 死 | 犠 打 | 犠 飛 | 四 球 | 敬 遠 | 死 球 | 三 振 | 併 殺 打 | 打 率 | 出 塁 率 | 長 打 率 | O P S |
| ---------- | ---------- | ----- | ----- | ----- | ----- | ----- | -------- | -------- | -------- | ----- | ----- | ----- | -------- | ----- | ----- | ----- | ----- | ----- | ----- | -------- | ----- | -------- | -------- | ----- |
| 1984       | 近鉄       | 2     | 5     | 5     | 0     | 3     | 0        | 0        | 0        | 3     | 0     | 1     | 0        | 0     | 0     | 0     | 0     | 0     | 0     | 0        | .600  | .600     | .600     | 1.200 |
| 1985       | 近鉄       | 116   | 453   | 423   | 63    | 116   | 25       | 3        | 16       | 195   | 46    | 8     | 6        | 4     | 0     | 21    | 0     | 5     | 74    | 6        | .274  | .316     | .461     | .777  |
| 1986       | 近鉄       | 126   | 438   | 420   | 50    | 112   | 21       | 2        | 22       | 203   | 57    | 5     | 5        | 2     | 5     | 10    | 0     | 1     | 105   | 5        | .267  | .282     | .483     | .765  |
| 1987       | 近鉄       | 109   | 370   | 342   | 43    | 82    | 16       | 1        | 13       | 139   | 39    | 6     | 2        | 5     | 2     | 18    | 1     | 3     | 80    | 5        | .240  | .282     | .406     | .689  |
| 1988       | 近鉄       | 93    | 264   | 238   | 23    | 59    | 14       | 2        | 15       | 122   | 34    | 1     | 2        | 3     | 1     | 20    | 0     | 2     | 67    | 4        | .248  | .310     | .513     | .823  |
| 1989       | 近鉄       | 50    | 175   | 160   | 24    | 49    | 11       | 3        | 5        | 81    | 25    | 2     | 0        | 0     | 2     | 13    | 0     | 0     | 32    | 5        | .306  | .354     | .506     | .861  |
| 1990       | 近鉄       | 71    | 239   | 211   | 31    | 69    | 13       | 4        | 10       | 120   | 37    | 1     | 2        | 5     | 1     | 20    | 2     | 2     | 31    | 3        | .327  | .389     | .569     | .958  |
| 1991       | 近鉄       | 88    | 229   | 214   | 26    | 56    | 9        | 2        | 13       | 108   | 36    | 2     | 0        | 3     | 1     | 11    | 1     | 0     | 47    | 5        | .262  | .296     | .505     | .801  |
| 1992       | 近鉄       | 116   | 443   | 388   | 63    | 97    | 20       | 3        | 20       | 183   | 59    | 15    | 5        | 8     | 3     | 44    | 0     | 0     | 106   | 4        | .250  | .324     | .472     | .796  |
| 1993       | 近鉄       | 104   | 302   | 264   | 38    | 71    | 16       | 2        | 11       | 124   | 39    | 7     | 5        | 7     | 1     | 29    | 0     | 1     | 88    | 6        | .269  | .342     | .470     | .812  |
| 1994       | 近鉄       | 82    | 145   | 125   | 11    | 26    | 5        | 1        | 1        | 36    | 7     | 6     | 3        | 4     | 1     | 14    | 0     | 1     | 34    | 2        | .208  | .291     | .288     | .579  |
| 1995       | 近鉄       | 105   | 315   | 284   | 25    | 67    | 10       | 5        | 8        | 111   | 32    | 7     | 3        | 5     | 3     | 20    | 0     | 3     | 71    | 4        | .236  | .290     | .391     | .681  |
| 1996       | 近鉄       | 54    | 106   | 95    | 10    | 20    | 2        | 2        | 0        | 26    | 9     | 3     | 1        | 2     | 4     | 5     | 0     | 0     | 23    | 3        | .211  | .240     | .274     | .514  |
| 1997       | 近鉄       | 102   | 142   | 126   | 19    | 34    | 6        | 1        | 4        | 54    | 12    | 3     | 4        | 9     | 0     | 6     | 0     | 1     | 27    | 2        | .270  | .308     | .429     | .737  |
| 1998       | 近鉄       | 79    | 118   | 107   | 14    | 28    | 6        | 1        | 5        | 51    | 18    | 0     | 1        | 4     | 1     | 6     | 0     | 0     | 23    | 5        | .262  | .298     | .477     | .775  |
| 1999       | 近鉄       | 25    | 61    | 54    | 3     | 9     | 1        | 0        | 1        | 13    | 6     | 1     | 1        | 2     | 1     | 4     | 0     | 0     | 14    | 1        | .167  | .220     | .241     | .461  |
| 2001       | 西武       | 58    | 105   | 96    | 9     | 18    | 3        | 0        | 3        | 30    | 8     | 0     | 1        | 0     | 0     | 9     | 0     | 0     | 25    | 3        | .188  | .257     | .313     | .570  |
| 通算：17年 | 通算：17年 | 1380  | 3910  | 3552  | 452   | 916   | 178      | 32       | 147      | 1599  | 464   | 68    | 41       | 63    | 26    | 250   | 4     | 19    | 847   | 63       | .258  | .308     | .450     | .758  |

### 記録
初記録
- 初出場・初先発出場：1984年9月29日、対日本ハムファイターズ25回戦（藤井寺球場）、9番・遊撃手で先発出場
- 初安打：同上、5回裏に田中学から
- 初盗塁：同上、5回裏に二盗（投手：田中学、捕手：田村藤夫）
- 初本塁打・初打点：1985年4月9日、対南海ホークス2回戦（大阪スタヂアム）、9回表に矢野実からソロ

節目の記録
- 100本塁打：1992年6月13日、対福岡ダイエーホークス9回戦（平和台球場）、4回表に山内孝徳から左中間越2ラン ※史上171人目
- 1000試合出場：1995年6月17日、対福岡ダイエーホークス12回戦（福岡ドーム）、7番・中堅手で先発出場 ※史上324人目

その他の記録
- 高卒新人プロ初試合猛打賞 ※史上2人目
- オールスターゲーム出場：1回（1987年）

### 独立リーグでの打撃成績
| 年 度     | 球 団     | 試 合 | 打 席 | 打 数 | 得 点 | 安 打 | 二 塁 打 | 三 塁 打 | 本 塁 打 | 塁 打 | 打 点 | 盗 塁 | 盗 塁 死 | 犠 打 | 犠 飛 | 四 球 | 死 球 | 三 振 | 併 殺 打 | 打 率 | 出 塁 率 | 長 打 率 | O P S |
| --------- | --------- | ----- | ----- | ----- | ----- | ----- | -------- | -------- | -------- | ----- | ----- | ----- | -------- | ----- | ----- | ----- | ----- | ----- | -------- | ----- | -------- | -------- | ----- |
| 2010      | 大阪      | 2     | 4     | 3     | 0     | 2     | 1        | 0        | 0        | 3     | 2     | 0     | 0        | 0     | 0     | 1     | 0     | 0     | -        | .667  | .750     | 1.000    | 1.750 |
| 通算：1年 | 通算：1年 | 2     | 4     | 3     | 0     | 2     | 1        | 0        | 0        | 3     | 2     | 0     | 0        | 0     | 0     | 1     | 0     | 0     | -        | .667  | .750     | 1.000    | 1.750 |

### 背番号
- 46（1984年 - 1986年）
- 5（1987年 - 2000年、2009年 - 2018年）
- 60（2001年）
- 85（2019年 - 2021年）
- 78（2022年 - ）

### 登録名
- 村上 隆行（むらかみ たかゆき、1984年 - 1991年、2009年 - ）
- 村上 嵩幸（むらかみ たかゆき、1992年 - 2001年）

## 関連情報

### 野球解説者時代の出演番組
- 近鉄バファローズアワー（朝日放送） - 近鉄の現役選手時代にも、インタビューなどで随時出演。
- おはよう朝日です（朝日放送→朝日放送テレビ） - スポーツキャスターとして木曜日→土曜日に出演。大阪ゴールドビリケーンズ→06BULLSの監督時代にも、一時期を除いて出演を続けていた。
- スカイ・Aスタジアム（スカイ・エー）- 当初は近鉄・東北楽天ゴールデンイーグルスの主管試合中継、大阪ゴールドビリケーンズの監督へ就任してからは阪神タイガース主管のウエスタン・リーグ公式戦中継で解説を担当。
- スーパーベースボール（朝日放送テレビ） - 朝日放送時代の2004年・2005年に、同局の解説者として出演。
- ABCフレッシュアップベースボール（朝日放送ラジオ） - 同上
- J SPORTS STADIUM（J SPORTS）→BASEBALL CENTER（FOX SPORTS ジャパン） - 大阪ゴールドビリケーンズ監督時代の2010年から、オリックス・バファローズ主管試合の中継で解説を担当。